# 두왕로
두왕로(Duwang-ro)는 울산광역시 남구 두왕동 두왕사거리와 신정동 공업탑로터리를 잇는 울산광역시의 도로이다. 전 구간 국도 제31호선에 속한다.

## 연혁
- 2001년 3월 22일 : 기존 공업탑로터리 ~ 울산여상 ~ 덕하검문소 3.5km 구간에서 공업탑로터리 ~ 감나무진삼거리 ~ 두왕사거리 3.38km 구간으로 정하고 울산광역시도 51호선 부여[1]

## 주요 경유지
울산광역시
- 남구 (옥동 · 선암동 · 신정동)

## 노선
전 구간 국도 제31호선에 속하므로 이 노선에 대한 별도 표기는 생략한다.
| 이름                    | 접속 노선 | 소재지     | 소재지 | 비고 |
| ----------------------- | --- | ---------- | ------ | ---- |
| 두왕사거리              | 국도 제31호선 (남창로) 울산광역시도 51호선 (산업로) (온산로)                                                  | 울산광역시 | 남구   |      |
| 정애골입구 교차로       | 두왕로34번길                                                                                                  | 울산광역시 | 남구   |      |
| 개운초등학교입구 교차로 | 남부순환도로626번길 두왕로126번길                                                                             | 울산광역시 | 남구   |      |
| 감나무진사거리          | 울산광역시도 20호선 (남부순환도로) 두왕로154번길                                                              | 울산광역시 | 남구   |      |
| 활고개 교차로           | 남부순환도로627번길 두왕로190번길                                                                             | 울산광역시 | 남구   |      |
| 두왕육교                | 신선로 | 울산광역시 | 남구   |      |
| 고바우주유소앞 교차로   | 두왕로244번길                                                                                                 | 울산광역시 | 남구   |      |
| 공원마을앞 교차로       | 두왕로260번길                                                                                                 | 울산광역시 | 남구   |      |
| (여천천지하차도)        | 대공원로 두왕로322번길 두왕로324번길                                                                          | 울산광역시 | 남구   |      |
| 공업탑로터리            | 국도 제31호선 울산광역시도 51호선 (봉월로) 울산광역시도 30호선 (문수로) (수암로) 울산광역시도 40호선 (삼산로) | 울산광역시 | 남구   |      |

## 주요 건물 및 시설
- 울산박물관 (울산광역시 남구 두왕로 277)
- 신일중학교 (울산광역시 남구 두왕로 278)
- 울산여자상업고등학교 (울산광역시 남구 두왕로 304)
- 울산도시공사 (울산광역시 남구 두왕로 318)